# Житомир TEN
«Житомир TEN» — щорічний Регіональний літературний конкурс, започаткований ГО «Разом творимо добро», який проходить у місті Житомирі Житомирської області з 2018 року. Друком виходить однойменний альманах з поетичними творами учасників конкурсу.
Мета конкурсу полягає у розвитку жанру поезії (поезія); популяризації та вшануванні імені видатного житомирянина — поета і перекладача Бориса Тена (Миколи Васильовича Хомичевського) (Борис Тен); обміні досвідом і зміцненні творчих зв'язків між поетичними клубами і літературними об'єднаннями України, письменниками і поетами-аматорами для залучення їх до участі в культурному житті Житомирщини.
Захід важливий у сферах патріотичного виховання молоді, розвитку української поезії і популяризації української мови, вшанування імен видатних земляків та формування позитивного іміджу Житомирщини.

## Вимоги до претендентів
До участі у конкурсі запрошуються учасники літературних об'єднань, члени поетичних клубів, письменники, поети-аматори. Вік учасників — від 18 років.
Конкурс проводиться у один тур: на електронну адресу конкурсу учасник надсилає добірку творів з 5 віршів (поеми до розгляду не приймаються), яка розглядається членами журі. З метою максимальної відкритості конкурсу зі складом журі можна попередньо ознайомитись.
Твори приймаються протягом місяця з дати оголошення конкурсу. Мова творів — українська. Для участі у Конкурсі до поданих матеріалів додається заявка учасника. Під час прослуховування учасник конкурсу читає власні твори (1 вірш), а тривалість виступу не повинна перевищувати 3 хвилини. Після закінчення Конкурсу 10 переможців отримують дипломи.
Переможцям конкурсу попереднього року дозволяється брати участь у конкурсі через три роки.